# Apiro
Apiro est une commune italienne d'environ 2 500 habitants, située dans la province de Macerata, dans la région Marches, en Italie centrale.

## Administration
| Période                                  | Période | Identité | Étiquette | Qualité |
| ---------------------------------------- | ------- | -------- | --------- | ------- |
|                                          |         |          |           |         |
| Les données manquantes sont à compléter. |         |          |           |         |

### Hameaux
Frontale, Casalini

### Communes limitrophes
Cingoli, Cupramontana, Matelica, Poggio San Vicino, San Severino Marche, Serra San Quirico, Staffolo